# IFA Premiership (2010/2011)
IFA Premiership 2010/2011 (ze względów sponsorskich zwana jako Carling Premiership) – 110. edycja najwyższej klasy rozgrywkowej piłki nożnej w Irlandii Północnej.
Brało w nim udział 12 drużyn, które w okresie od 7 sierpnia 2010 do 30 kwietnia 2011 rozegrały 38 kolejek meczów.
Tytuł mistrzowski obroniła drużyna Linfield zdobywając drugi tytuł z rzędu, a pięćdziesiąty w swojej historii.
Linfield zdobył także puchar krajowy, dlatego miejsce w II rundzie kwalifikacyjnej Ligi Europy UEFA przypadło finaliście pucharu, Crusaders.
Czwarte miejsce w pucharach uzyskał czwarty w lidze Cliftonville.
Z powodu nieotrzymania przez wicemistrza IFA Championship 1, Limavady United licencji krajowej zmieniono system spadków w IFA Premiership.
Zrezygnowano z barażu. Ostatni zespół spadł bezpośrednio z ligi.

## Format rozgrywek
W lidze udział bierze 12 drużyn, walczących o tytuł mistrza Irlandii Północnej w piłce nożnej.
Rozgrywki składają się z dwóch faz. Każda z drużyn rozgrywa w pierwszej fazie po 3 mecze ze wszystkimi przeciwnikami (razem 33 spotkań).
Następnie zespoły podzielone na 2 grupy po 6 uczestników zgodnie z kolejnością w tabeli po 33. kolejce rozgrywają ze sobą po 1 spotkaniu.
Mistrz kraju otrzymuje prawo gry w II rundzie kwalifikacyjnej Ligi Mistrzów UEFA.
Wicemistrz i 3. drużyna zapewniają sobie miejsce w I rundzie kwalifikacyjnej Ligi Europy UEFA,
Czwarte miejsce w pucharach przypada zdobywcy Pucharu Irlandii Północnej.
W przypadku, gdy mistrz kraju zdobywa także puchar, miejsce przejmuje finalista pucharu, a jeśli i on ma zapewniony udział czwarta drużyna ligi.
Zdobywca pucharu lub wicemistrz rozpoczynają grę w Lidze Europy od II rundy kwalifikacyjnej.
Ostatnia, 12. drużyna tabeli, spada bezpośrednio do IFA Championship 1. Przedostatnia rozgrywa baraż z wicemistrzem IFA Championship 1.

## Drużyny
| Uczestnicy poprzedniej edycji | Uczestnicy poprzedniej edycji | Uczestnicy poprzedniej edycji | Uczestnicy poprzedniej edycji |
| --- | ----------------------------- | ----------------------------- | ----------------------------- |
| LIN | Linfield F.C.                 | Belfast                       | 1                             |
| CLI | Cliftonville F.C.             | Belfast                       | 2                             |
| GLB | Glentoran F.C.                | Belfast                       | 3                             |
| CRS | Crusaders F.C.                | Belfast                       | 4                             |
| DSW | Dungannon Swifts F.C.         | Dungannon                     | 5                             |
| PDN | Portadown F.C.                | Portadown                     | 6                             |
| COL | Coleraine F.C.                | Coleraine                     | 7                             |
| GLL | Glenavon F.C.                 | Lurgan                        | 8                             |
| NCI | Newry City F.C.               | Newry                         | 9                             |
| BAL | Ballymena United F.C.         | Ballymena                     | 10                            |
| LDI | Lisburn Distillery F.C.       | Lisburn                       | 11                            |
| Awans z IFA Championship 1 |                               |                               |                               |
| po barażach |                               |                               |                               |
| DOC | Donegal Celtic F.C.           | Belfast                       | 2                             |
| Oznaczenia: - kolumna pierwsza – skróty nazw drużyn, - kolumna trzecia – siedziba klubu, - kolumna czwarta – miejsce zajęte w poprzednim sezonie. |                               |                               |                               |

## Faza zasadnicza

### Tabela
| Lp. | Drużyna            | M  | Z  | R  | P  | B+ | B- | +/– | Pkt | Kwalifikacja      |
| --- | ------------------ | -- | -- | -- | -- | -- | -- | --- | --- | ----------------- |
| 1   | Linfield           | 33 | 21 | 7  | 5  | 70 | 27 | +43 | 70  | grupa mistrzowska |
| 2   | Crusaders          | 33 | 21 | 4  | 8  | 69 | 51 | +18 | 67  | grupa mistrzowska |
| 3   | Glentoran          | 33 | 18 | 5  | 10 | 55 | 32 | +23 | 59  | grupa mistrzowska |
| 4   | Cliftonville       | 33 | 15 | 7  | 11 | 52 | 49 | +3  | 52  | grupa mistrzowska |
| 5   | Portadown          | 33 | 13 | 5  | 15 | 45 | 53 | −8  | 44  | grupa mistrzowska |
| 6   | Lisburn Distillery | 33 | 13 | 6  | 14 | 44 | 52 | −8  | 45  | grupa mistrzowska |
| 7   | Coleraine          | 33 | 13 | 4  | 16 | 40 | 46 | −6  | 43  | grupa spadkowa    |
| 8   | Ballymena United   | 33 | 10 | 11 | 12 | 42 | 50 | −8  | 41  | grupa spadkowa    |
| 9   | Dungannon Swifts   | 33 | 10 | 9  | 14 | 42 | 49 | −7  | 39  | grupa spadkowa    |
| 10  | Glenavon           | 33 | 10 | 9  | 14 | 51 | 53 | −2  | 39  | grupa spadkowa    |
| 11  | Donegal Celtic     | 33 | 7  | 7  | 19 | 49 | 78 | −29 | 28  | grupa spadkowa    |
| 12  | Newry City         | 33 | 6  | 8  | 19 | 37 | 56 | −19 | 26  | grupa spadkowa    |

### Wyniki
| Gospodarz \ Gość   | BYM | CLI | COL | CRU | DGC | DUN | GLA | GLT | LIN | LIS | NEW | POR | BYM | CLI | COL | CRU | DGC | DUN | GLA | GLT | LIN | LIS | NEW | POR |
| ------------------ | --- | --- | --- | --- | --- | --- | --- | --- | --- | --- | --- | --- | --- | --- | --- | --- | --- | --- | --- | --- | --- | --- | --- | --- |
| Ballymena United   |     | 1–1 | 0–1 | 1–1 | 0–4 | 1–1 | 3–3 | 0–2 | 3–3 | 0–1 | 1–0 | 3–1 |     |     | 1–1 | 0–3 | 0–3 |     |     | 2–3 |     |     |     | 3–1 |
| Cliftonville       | 5–0 |     | 0–2 | 2–1 | 4–2 | 2–0 | 0–2 | 2–1 | 3–1 | 1–3 | 2–1 | 0–1 | 2–2 |     |     |     | 2–2 | 3–2 |     |     | 2–4 | 3–2 |     | 1–3 |
| Coleraine          | 1–0 | 3–1 |     | 0–3 | 4–0 | 0–3 | 0–2 | 1–2 | 0–2 | 0–1 | 2–0 | 1–3 |     | 3–2 |     | 1–3 |     |     |     | 3–1 |     | 1–2 | 3–1 | 1–1 |
| Crusaders          | 2–1 | 1–3 | 2–0 |     | 4–5 | 1–1 | 5–4 | 1–0 | 2–1 | 1–2 | 2–1 | 3–1 |     | 5–0 |     |     | 2–1 | 2–2 | 1–0 | 2–1 |     |     |     |     |
| Donegal Celtic     | 2–3 | 1–1 | 2–1 | 1–3 |     | 3–4 | 1–4 | 0–3 | 1–3 | 2–1 | 0–3 | 4–4 |     |     | 1–1 |     |     |     | 3–3 |     | 2–0 |     | 0–0 | 0–2 |
| Dungannon Swifts   | 1–2 | 0–1 | 3–0 | 2–3 | 0–0 |     | 2–1 | 1–3 | 2–1 | 2–2 | 0–0 | 0–1 | 1–0 |     | 1–0 |     | 3–1 |     | 2–2 |     | 0–4 | 1–2 |     |     |
| Glenavon           | 0–2 | 1–2 | 1–2 | 2–1 | 3–1 | 2–1 |     | 0–1 | 0–1 | 1–1 | 2–1 | 1–0 | 3–1 | 0–2 | 1–2 |     |     |     |     |     | 2–2 | 0–1 | 2–1 |     |
| Glentoran          | 1–2 | 2–0 | 2–0 | 3–1 | 1–0 | 0–2 | 4–1 |     | 0–0 | 1–3 | 2–0 | 1–0 |     | 0–0 |     |     | 4–0 | 0–0 | 2–2 |     | 1–2 |     |     | 0–1 |
| Linfield           | 0–0 | 0–0 | 1–0 | 8–1 | 6–2 | 1–0 | 1–0 | 2–1 |     | 1–0 | 4–0 | 4–0 | 0–0 |     | 0–1 | 3–1 |     |     |     |     |     | 2–0 | 1–1 |     |
| Lisburn Distillery | 1–1 | 1–1 | 0–3 | 2–4 | 1–3 | 4–1 | 2–2 | 1–6 | 0–4 |     | 2–1 | 2–0 | 0–1 |     |     | 0–1 | 3–1 |     |     | 0–2 |     |     |     | 2–1 |
| Newry City         | 0–4 | 0–1 | 2–2 | 1–1 | 2–1 | 3–0 | 2–1 | 0–0 | 1–2 | 1–1 |     | 4–2 | 1–1 | 0–2 |     | 2–3 |     | 0–1 |     | 3–4 |     | 2–1 |     |     |
| Portadown          | 1–3 | 2–1 | 2–0 | 0–2 | 3–0 | 2–2 | 2–2 | 0–1 | 1–2 | 1–0 | 4–2 |     |     |     |     | 0–1 |     | 2–1 | 1–1 |     | 0–4 |     | 2–1 |     |

## Faza finałowa
| Section A |                    |    |    |    |    |    |    |     |    |                                              |     |     |     |     |     |     |     |     |     |     |     |     |  |
| 1         | Linfield (M, P)    | 38 | 26 | 7  | 5  | 80 | 29 | +51 | 85 | Liga Mistrzów UEFA • II runda kwalifikacyjna |     |     |     | 3–2 | 1–0 | 1–0 |     |     |     |     |     |     |  |
| 2         | Crusaders          | 38 | 23 | 5  | 10 | 78 | 59 | +19 | 74 | Liga Europy UEFA • II runda kwalifikacyjna   |     | 0–1 |     |     |     | 3–1 | 4–1 |     |     |     |     |     |  |
| 3         | Glentoran          | 38 | 20 | 6  | 12 | 63 | 41 | +22 | 66 | Liga Europy UEFA • I runda kwalifikacyjna    |     |     | 2–2 |     |     |     | 2–1 |     |     |     |     |     |  |
| 4         | Cliftonville       | 38 | 17 | 7  | 14 | 60 | 56 | +4  | 58 | Liga Europy UEFA • I runda kwalifikacyjna    |     |     | 3–0 | 1–2 |     |     |     |     |     |     |     |     |  |
| 5         | Portadown          | 38 | 15 | 5  | 18 | 49 | 58 | −9  | 50 |                                              |     |     |     | 2–0 | 0–1 |     | 1–0 |     |     |     |     |     |  |
| 6         | Lisburn Distillery | 38 | 14 | 6  | 18 | 50 | 66 | −16 | 48 |                                              | 0–4 |     |     | 4–3 |     |     |     |     |     |     |     |     |  |
| Section B |                    |    |    |    |    |    |    |     |    |                                              |     |     |     |     |     |     |     |     |     |     |     |     |  |
| 7         | Coleraine          | 38 | 17 | 5  | 16 | 51 | 50 | +1  | 56 |                                              |     |     |     |     |     |     |     |     | 2–1 | 1–1 | 3–1 | 3–1 |  |
| 8         | Dungannon Swifts   | 38 | 14 | 9  | 15 | 50 | 53 | −3  | 51 |                                              |     |     |     |     |     |     |     |     |     |     |     | 1–0 |  |
| 9         | Ballymena United   | 38 | 12 | 13 | 13 | 48 | 56 | −8  | 49 |                                              |     |     |     |     |     |     |     | 0–2 |     | 1–0 |     | 1–0 |  |
| 10        | Glenavon           | 38 | 12 | 9  | 17 | 60 | 59 | +1  | 45 |                                              |     |     |     |     |     |     |     | 1–2 |     |     | 3–0 |     |  |
| 11        | Donegal Celtic     | 38 | 8  | 8  | 22 | 55 | 89 | −34 | 32 | [ ii ]                                       |     |     |     |     |     |     |     |     | 1–2 | 3–3 |     |     |  |
| 12        | Newry City (S)     | 38 | 6  | 8  | 24 | 37 | 65 | −28 | 26 | Spadek do IFA Championship 1                 |     |     |     |     |     |     |     | 0–2 |     |     | 0–4 | 0–1 |  |

1. ↑  Crusaders jako finalista Pucharu Irlandii Północnej zapewnił sobie start w Lidze Europy UEFA.
2. ↑  Z powodu nieotrzymania przez wicemistrza IFA Championship 1, Limavady United(inne języki) licencji krajowej zmieniono system spadków w IFA Premiership. Zrezygnowano z barażu. Ostatni zespół spadł bezpośrednio z ligi.

## Najlepsi strzelcy
| Bramki | Strzelcy        | Drużyna          |
| ------ | --------------- | ---------------- |
| 22     | Peter Thompson  | Linfield         |
| 19     | Paul McVeigh    | Donegal Celtic   |
| 18     | Jordan Owens    | Crusaders        |
| 17     | Daryl Fordyce   | Glentoran        |
| 16     | Stuart Dallas   | Crusaders        |
| 15     | Matty Burrows   | Glentoran        |
| 14     | Leon Knight     | Coleraine        |
| 14     | Gary McCutcheon | Ballymena United |
| 13     | Gary Hamilton   | Glenavon         |
| 13     | Ryan Henderson  | Donegal Celtic   |

Źródło: 

## Stadiony
| Ballymena United |
| ---------------- |
| The Showgrounds  |
|                  |

| Cliftonville |
| ------------ |
| Solitude     |
|              |

| Coleraine       |
| --------------- |
| The Showgrounds |
|                 |

| Crusaders |
| --------- |
| Seaview   |
|           |

| Donegal Celtic      |
| ------------------- |
| Donegal Celtic Park |
|                     |

| Dungannon Swifts |
| ---------------- |
| Stangmore Park   |
|                  |

| Glenavon        |
| --------------- |
| Mourneview Park |
|                 |

| Glentoran |
| --------- |
| The Oval  |
|           |

| Linfield     |
| ------------ |
| Windsor Park |
|              |

| Lisburn Distillery    |
| --------------------- |
| New Grosvenor Stadium |
|                       |

| Newry City      |
| --------------- |
| The Showgrounds |
|                 |

| Portadown     |
| ------------- |
| Shamrock Park |
|               |

Źródło: .